# سربوی‌ها

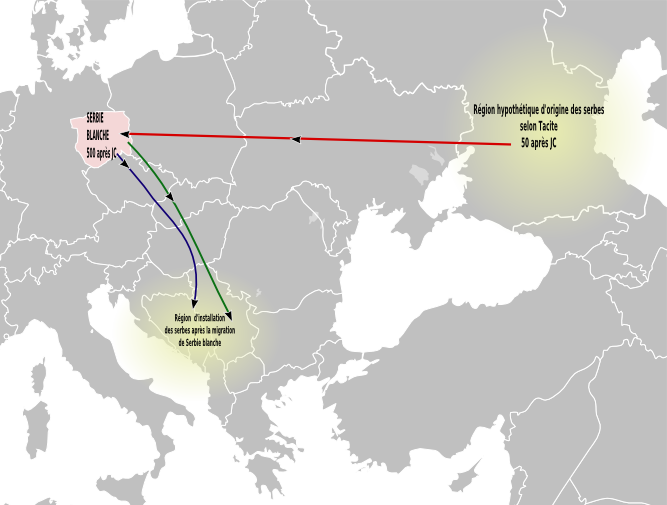
مسیر مهاجرت‌های صربی‌ها از منطقه سربوی‌ها در سَلمِستان، برپایه نظریه ایرانی‌تبار بودن صرب‌ها.

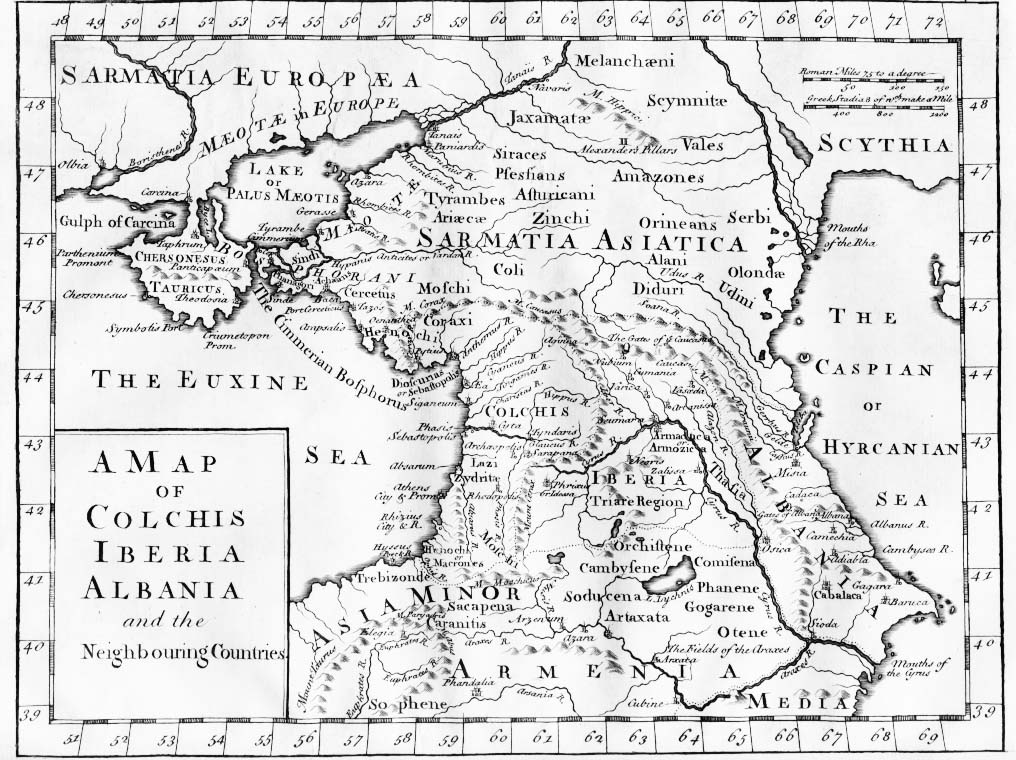
«سِربی» در این نقشه حدود سال ۱۷۷۰ از سلمستان آسیایی در نزدیکی دهانه رود ولگا نشان داده شده است.

سربوی‌ها (یونانی باستان: Σέρβοι Sérboi) قبیله‌ای بود که در جغرافیای یونانی-رومی از آنها به عنوان ساکن در شمال قفقاز یاد شده‌است و به باور پژوهندگان از تبار سَرم‌های (سرمتی‌های) ایرانی‌تبار بودند.

## ریشهٔ نام
موسینسکی (Moszyński) این نام را از ریشهٔ هندواروپایی *ser-، *serv-، به معنای «نگهبان بودن، محافظت» (همریشه با لاتین servus) دانسته است و در اصل ممکن است به معنای «نگهبان حیوانات» یعنی «چوپان» باشد. نام‌های مشابه پیشتر دوردست‌تر از سکونتگاه سربوی‌ها ذکر شده‌است.[a]

## پیشینه
بطلمیوس یونانی-رومی (۱۰۰–۱۷۰) در کتاب جغرافیای خود (حدود ۱۵۰) از سربوی‌ها به عنوان ساکنان سرزمینی بین کوهپایه‌های شمال شرقی قفقاز و رود ولگا به همراه سایر قبایل یاد کرده‌است. در عصر جدید اولیه، این قبیله در نقشه‌های منطقه باستانی سلمستان آسیایی با نام سِربی، سیربی، گنجانده شده بود. 
در حدود قرون وسطی اولیه، سرم‌ها در نهایت به‌طور کامل در جمعیت نیا-اسلاوی اروپای شرقی استحاله یافتند. محققان نام قومی سربوی را با قوم‌های اسلاو صرب‌ها و کروات‌ها در اروپا مرتبط کرده‌اند.[b] نظریه‌ای وجود دارد که «هوروآتی» و خویشاوندانشان سربوی دو قوم ایرانی‌تبار بودند که از تهاجم هون‌ها به جنوب لهستان و جنوب شرقی آلمان گریختند[c] و در آنجا به‌مرور در اسلاوها جذب شدند و در زمان مهاجرت اسلاوها به بالکان در قرن هفتم کاملاً اسلاوی شد.
دیگران، ازجمله باستان‌شناس لیتوانیایی-آمریکایی ماریا گیمبوتاس (۱۹۲۱–۱۹۹۴)، معتقدند که قبیله سربوی در واقع ممکن است اسلاوی اولیه بوده باشد. در حالی که برخی از مورخان صرب، از قوم سربوی به‌عنوان یک قبیله سرمی (سرمتی) ایرانی‌تبار به عنوان یکی از مؤلفه‌های شکل‌گیری صرب‌های اولیه یاد می‌کنند، برخی از نظریه‌های حاشیه‌ای دیگر، آنها را به‌عنوان یک قبیله تاریخی صرب در نظر می‌گیرد و تاریخ صرب‌ها را بیشتر به دوران باستان سوق می‌دهند.
در قرن دهم کنستانتین هفتم، امپراتور بیزانس، در کتاب خود به نام آیین‌ها (De Ceremoniis) از دو قبیله به نام‌های کرواتاس و ساربان در قفقاز در نزدیکی سرزمین اَلانان ایرانی‌تبار نام می‌برد. آن‌ها به احتمال زیاد قبایل اصلی سرمتی موسوم به این دو نام بودند، اما برخی تحقیقات آنها را به ترتیب با کروات‌ها و صرب‌ها یکی می‌داند.